# Forstyrret Middag
Forstyrret Middag er en dansk stumfilm fra 1906 produceret af Nordisk Films Kompagni instrueret af Viggo Larsen. 

## Handling
Denne artikel mangler et handlingsreferat. Hjælp os med at skrive det.